# Antoni Torres
Antoni Torres García (29. juni 1943 - 24. februar 2003) var en spansk fodboldspiller (forsvarer) og -træner.
Torres spillede hele 11 år for FC Barcelona, og vandt både La Liga og pokalturneringen Copa del Rey med klubben. Han repræsenterede desuden det spanske landshold fem gange.

## Titler
La Liga
- 1974 med FC Barcelona

Copa del Generalísimo
- 1968 og 1971 med FC Barcelona

Messeby-turneringen
- 1966 med FC Barcelona